# 1976年モントリオールオリンピックのメキシコ選手団
1976年モントリオールオリンピックのメキシコ選手団（1976ねんモントリオールオリンピックのメキシコせんしゅだん）は、1976年7月17日から8月1日にかけてカナダのモントリオールで開催された1976年モントリオールオリンピックのメキシコ選手団、およびその競技結果。

## 概要
今大会は金メダル1個、銅メダル1個の合計2個のメダルを獲得した。
メキシコ勢が陸上競技で金メダル獲得したのは史上初、金メダル獲得は1968年メキシコシティーオリンピック以来2大会ぶり。

## メダル
| メダル | 選手名               | 競技       | 種目           |
| ------ | -------------------- | ---------- | -------------- |
| 金     | ダニエル・バウチスタ | 陸上       | 男子20km競歩   |
| 銅     | ファン・パレデス     | ボクシング | 男子フェザー級 |